# Beljin
Beljin (Servisch: Бељин) is een plaats in de Servische gemeente Vladimirci. De plaats telt 657 inwoners (2002).